# ۱۰۰۸ (میلادی)

## رویدادها
- ‌آوریل: زمین‌لرزه دینور. در شب یکشنبه ۱۶ شعبان ۳۹۸ زمین لرزه ویرانگری در زاگرس مرکزی روی داد. تمرکز آسیب‌ها در شهر مهم دینور بود که به‌کلی ویران شد و بیش از ۱۶ هزار تن، افزون بر آنانکه در زیر زمین لغزه‌ها ماندند، جان خود را از دست دادند.

- زمین‌لرزه سیراف. در بهار سال ۳۹۸ ق زمین لرزه‌ای درسیراف و درازنای کرانه خلیج فارس روی داد. کسان بسیاری کشته شدند و شماری کشتی غرق شد که احتمال دارد عامل آن یک غریاله (سونامی) بوده باشد.

## زادگان
- هانری یکم، پادشاه فرانسه از دودمان کاپتی‌ها